# Kis bábrabló
A kis bábrabló (Calosoma inquisitor) a futóbogárfélék családjába tartozó, Eurázsiában honos ragadozó bogárfaj.

## Megjelenése
A kis bábrabló testhossza 16-22 mm. Színe bronzosan csillogó fekete, gyakran zöldes vagy vöröses árnyalattal. Hasi oldala szintén zöldesen vagy rezesen fémfényű. Feje rézsútosan lefelé áll. Szemei nagyok és domborúak. Rágói erőteljesek és feltűnőek. Csápjai hosszúak és vékonyak. Előháta (pronotum) széles, lekerekített szélű, hátsó pereménél összeszűkül; felszíne durván pontozott. Szárnyfedőinek válla széles, majd kissé tovább szélesednek, a végén hirtelen keskenyednek a lekerekített csúcsig. Mindkét szárnyfedőn 15-15 finoman pontozott barázda látható; a negyedik, nyolcadik és tizenkettedik barázdán 6-10 kis mélyedés sorakozik, amelyek többnyire kontrasztosan vörösesen vagy rezesen színezettek. Lábai hosszúak, erőteljesek. Szárnyai jól fejlettek, képes repülni, de ritkán teszi.  

### Hasonló fajok
A nagyobb és színesebb aranyos bábrabló hasonlít hozzá. 

## Elterjedése
Eurázsiában és Észak-Afrikában honos. Nyugat-Európától (beleértve a Brit-szigeteket) Kis-Ázsián át nagyjából Iránig és Nyugat-Szibériáig fordul elő, majd a Távol-Keleten is vannak izolált populációi. 
Magyarországon a domb- és hegyvidéki erdőkben gyakori, néha tömeges. A Bükkben 350-900 méteres magasságban észlelték. Az Alföld északkeleti részén a nagyobb, összefüggő tölgyesek és gyertyános-tölgyesek egyik jellemző faja. 

## Életmódja
Lombos erdőkben, elsősorban tölgyesekben vagy bükkösökben él. A kifejlett bogarak napközben többnyire a lombok között hernyókra vadásznak, de - főleg esténként - a fatörzseken is láthatjuk futkosni őket. Zsákmányát illetően válogatósabb, mint az aranyos bábrabló, különösen kedveli az araszolólepkék vagy a tölgyilonca hernyóit. Az imágók elsősorban májustól júliusig aktívak, amikor zsákmányuk leggyakoribb. Nappal vadásznak, éjszakára kéregrepedésekben húzódnak meg. A föld alatt telelnek át. Létszámuk követi a zsákmányállatok gyakoriságát. Tavasszal szaporodnak, a nőstény a talajba rakja petéit. Gyorsan fejlődő lárvái szintén ragadozók, éjszaka a talajon keresik zsákmányukat. A talajban bábozódnak be, nyár végére, ősz elejére válnak kifejlett egyedekké. A kifejlett bogár három évig is élhet.
Magyarországon védett, természetvédelmi értéke 5 000 Ft.

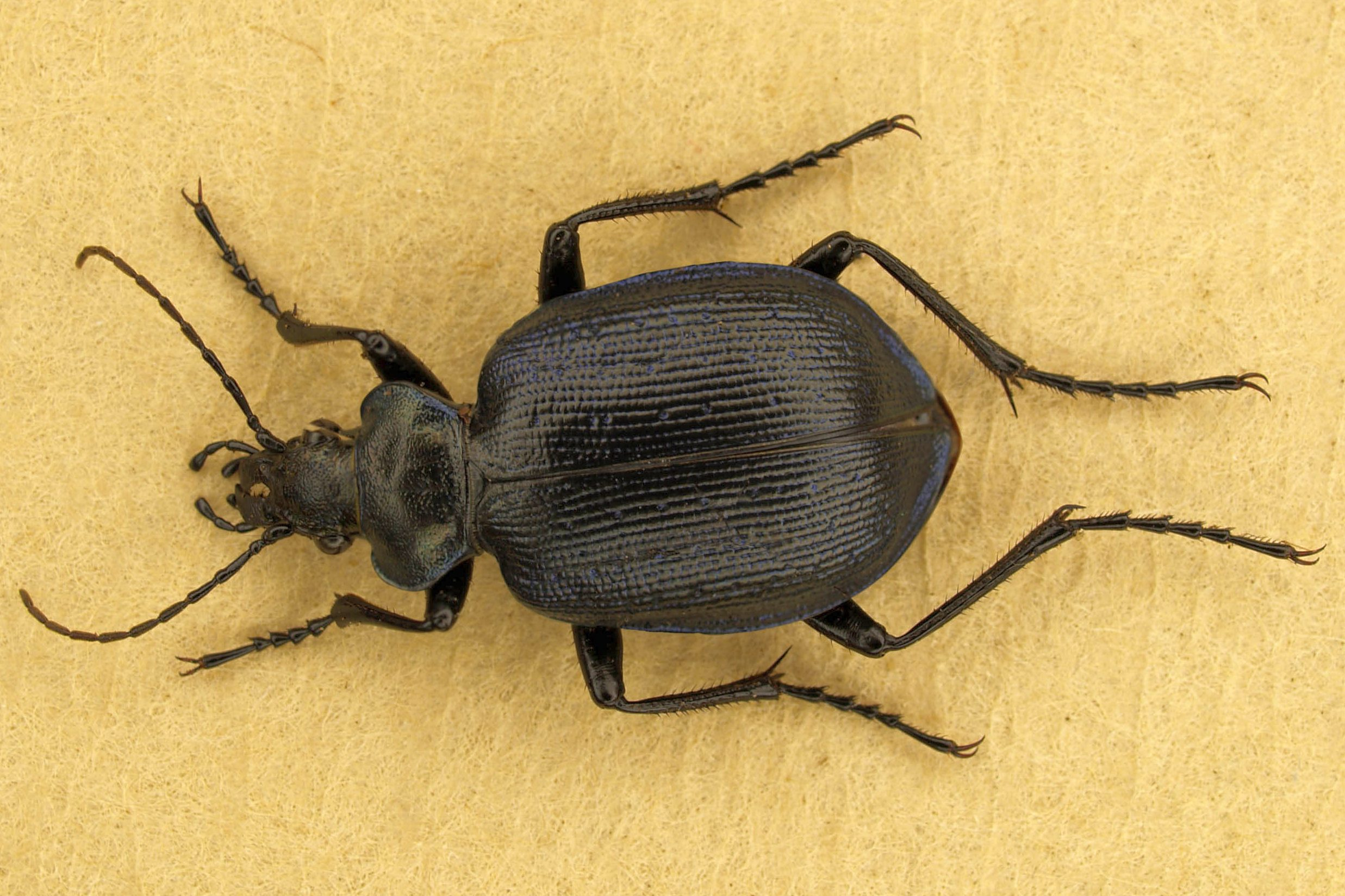
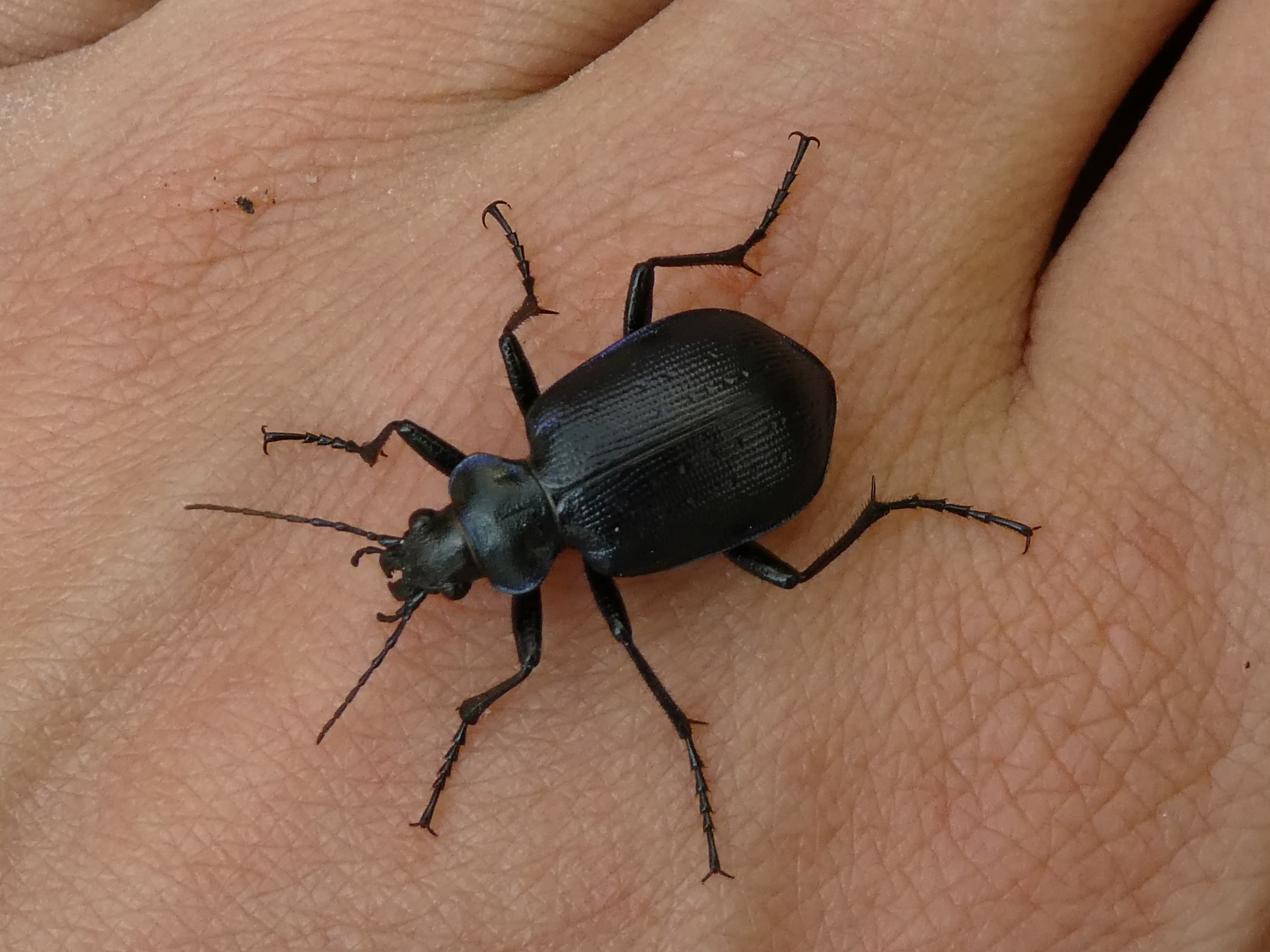
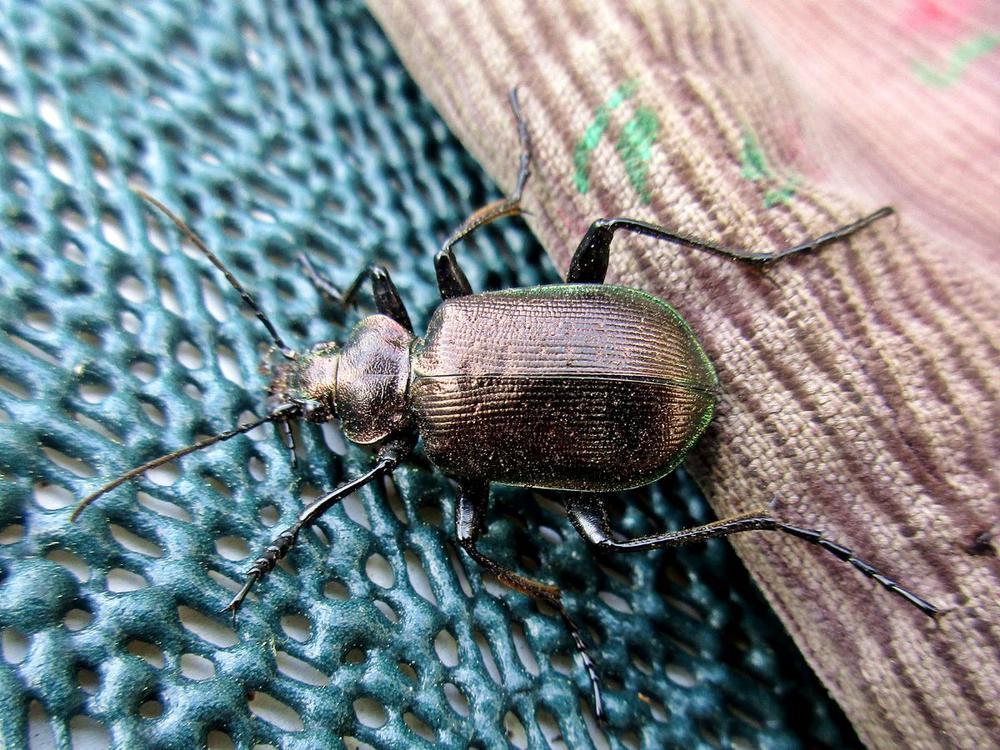
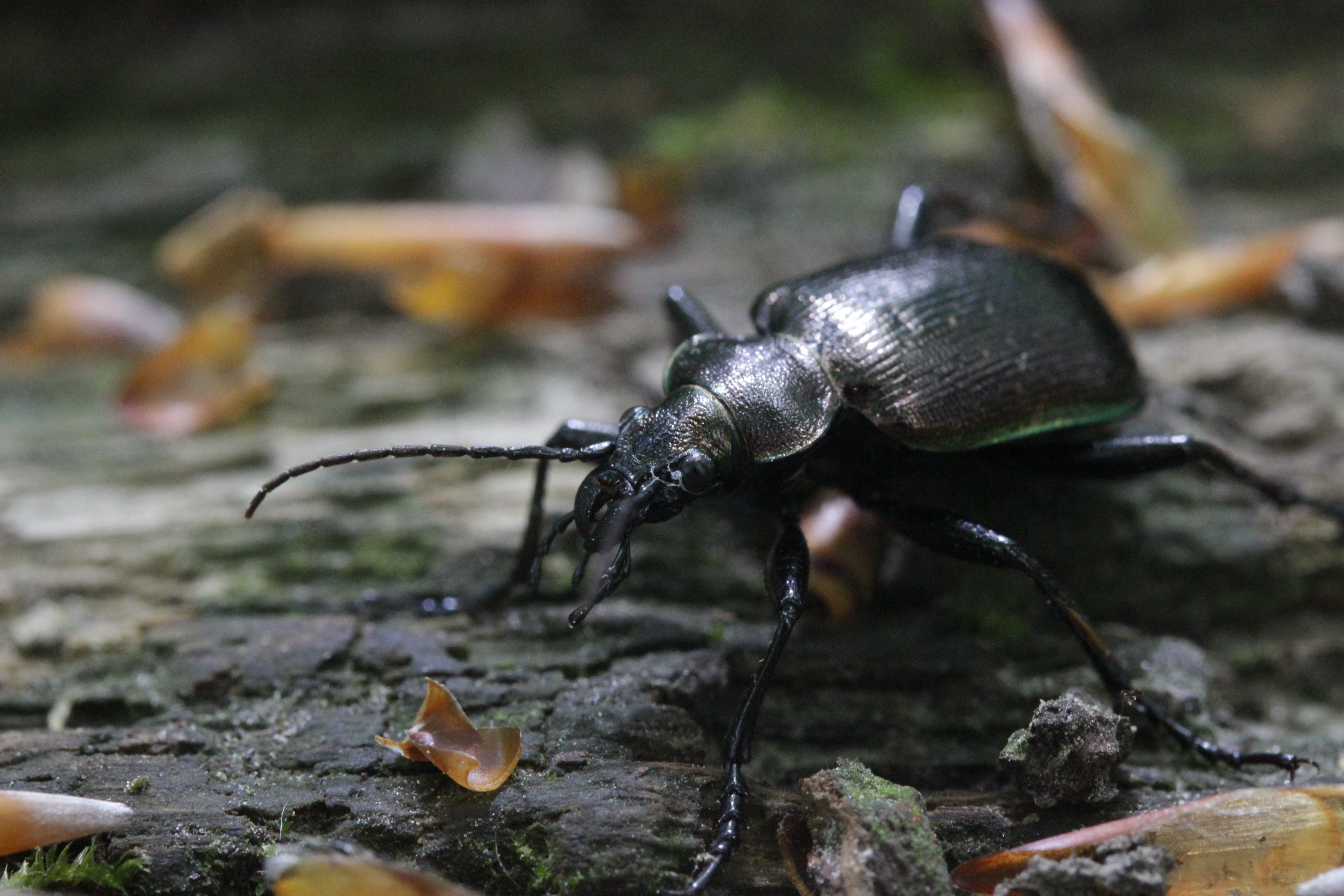
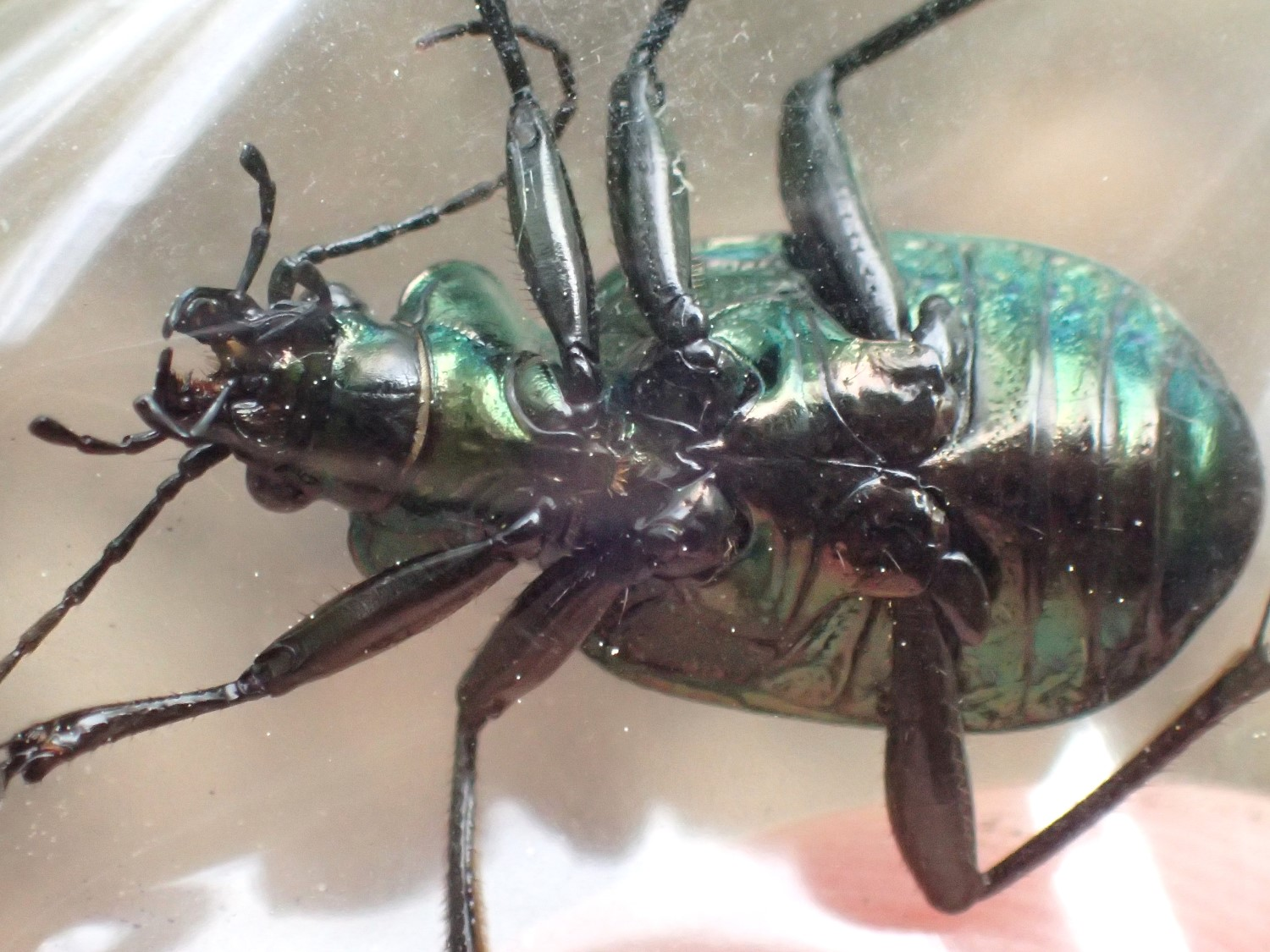